# Miquel Pardàs i Roure
Miquel Pardas i Roure (Verges, Baix Empordà, 1818 - Barcelona, 1872) fou un teòric musical que ajudà a establir la coreografia de la sardana llarga, per a la qual cosa recopilà, sembla, les normes ja establertes.

Segons recull Jaume Nonell al seu llibre "Miquel Pardas : 1850, el naixement de la sardana llarga" fou en una carta de l'any 1922, d'Eduard Viñas a Salvador Raurich que es poden resseguir algunes dades biogràfiques i personals com la següent: 
No sabia de música però tocava la guitarra molt bé. Era un verdader filarmonic.
D'aquesta correspondència també es documenta l'amistat de Pardas amb Pep Ventura.
El 1850 va publicar a Figueres el Mètodo per apendre de ballar sardanes llargues (se'n conserva un exemplar a la Biblioteca de Catalunya) i se sap que la segona edició d'aquest fou editat a la Bisbal el 1875.